# Sarah-Sofie Boussnina
Sarah-Sofie Boussnina est une actrice danoise, née le 28 décembre 1990 à Svendborg.

## Filmographie partielle
- 2009 - 2010 : Bienvenue à Larkroad
- 2011 : Bora Bora de  Fabian Wullenweber
- 2014 : Les Enquêtes du département V : Profanation de Mikkel Nørgaard
- 2014 : 1864
- 2015 : Comeback de Natasha Arthy
- 2015 : Bron
- 2017 : Marie Madeleine de Garth Davis
- 2019 : The Birdcatcher de Ross Clarke : Esther
- 2024 : Dune: Prophecy : princesse Ynez